# 和訓栞
『和訓栞』（わくんのしおり）は、谷川士清が編纂した国語辞書。江戸時代に編纂され、明治にかけて刊行された。

## 概要

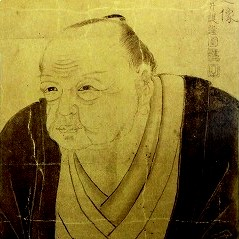
谷川士清は本居宣長とその学統を引く者たちによる活用研究に多大な影響を与えたほか、『倭訓栞』で後の国語辞典の祖型を確立した。

「和訓栞」の表記は題叢で、内題・版心から「倭訓栞」とも表記される。前編45巻34冊、中編30巻30冊、後編18巻18冊、全93巻82冊のち合冊。
五十音順の配列、穏当な語釈、出典・用例などの整備から、「日本初の近代的な国語辞書」とされる。石川雅望の『雅言集覧』、太田全斎の『俚言集覧』とともに「近世の三大（国語）辞書」として並称されることがある。また『雅言集覧』とともに双璧をなすと言われることもある。

## 沿革
当初は、製版本として谷川士清の没翌年から1887年（明治20年）までの百余年、数次にわたり刊行された。原稿完成当時のものとして、士清の曾孫にあたる清逸（すがはや）の筆写した清逸本『倭訓栞』が現存する。当初は一部の予定であったが、出版は難航し、三部構成に変更された。
時系列的には次のように刊行された。
- 1777年（安永6年）：前編14冊出版。
- 1805年（文化2年）：前編10冊出版。士清の息子・士逸（ことはや）と賀茂季鷹の校訂。
- 1830年（文政13年）：前編10冊出版。孫の士行（ことつら）が資金を工面。
- 1862年（文久2年）：中編30冊出版。
- 1887年（明治20年）：後編18冊出版。野村秋足が校訂。
- 1898年（明治31年）：井上頼圀・小杉榲邨が『増補語林倭訓栞』として後編を割愛して前編・中編を増補改正。

## 内容
首巻の「大綱」では漢字、仮名、方言など、国語に関して論ずるが、その所説は谷川士清の主著『日本書紀通證』と密接な関係にあり、附録の「倭語通音」説に基づいて、見出し語を各編ごと仮名一字の語、二字の語、三字の語などそれぞれ別に、また第二音節までを五十音順に配列している。前編（7496語）には古言・雅語、中編（9618語）に雅語、後編に方言・俗語・外来語（3783語）を収録する。

## 受容
曲亭馬琴が書肆に宛てた書簡に『和訓栞』の注文が見られる。また、喜多村信節は『嬉遊笑覧』において、語の考証に『和訓栞』を引用している。
明治以降でも、たとえば幸田露伴は「音幻論」の中で『和訓栞』を引いている。また、大槻文彦が編纂した国語辞典『言海』には、『和訓栞』の影響が指摘されている。さらにジェームス・カーティス・ヘボンの『和英語林集成』第3版「和英の部」においても、古典語の増補にあたって『和訓栞』や『雅言集覧』などの近世辞書が編纂資料として参照されているが、特に『和訓栞』は意味・解説の際にも参照された。

## 復刻・影印
- 尾崎知光編『和訓栞：大綱』勉誠社〈勉誠社文庫121〉、1984年3月。
- 木村晟・三澤成博編輯『版本和訓栞』第1巻～第7巻、大空社〈古辞書影印資料叢刊〉、1998年11月。ISBN 4-7568-0533-7
- 三澤薫生編著『〔谷川士清自筆本〕倭訓栞：影印・研究・索引』勉誠出版、2008年12月。ISBN 978-4-585-03215-1